# 大龙镇 (广安市)
大龙镇，原为大龙乡，是中华人民共和国四川省广安市广安区下辖的一个乡镇级行政单位。2019年12月，撤销崇望乡、大龙乡、苏溪乡，设立大龙镇，以原崇望乡、原大龙乡、原苏溪乡所属行政区域为大龙镇的行政区域。

## 行政区划
大龙镇下辖以下地区：
冲锋村、太山村、胜利村、玉庙村、建设村、卫星村、黄坝村、突击村、井坝村、战斗村、光华村、光明村和果坝村。